# Flintsbach am Inn
Flintsbach am Inn est une commune de Bavière (Allemagne), située dans l'arrondissement de Rosenheim, dans le district de Haute-Bavière.